# Adam Clayton
Adam Clayton, nascut el 13 de març de 1960 és un músic anglès, conegut per ser el baixista de la banda irlandesa U2. Entre les peces claus de la seva trajectòria es poden destacar temes com New Years Eve o With or Without You o treballs al marge del grup com el tema de la pel·lícula Missió:Impossible, juntament amb el seu amic i també membre d'U2 Larry Mullen, Jr..
Va viure els primers anys de la seva vida en una colònia africana i es va traslladar a Dublín amb la seva família a l'edat de 5 anys. Va conèixer els altres integrants del grup a l'institut on tots anaven després de respondre a un anunci de Larry Mullen Jr.. En aquell moment era l'únic que tenia una certa experiència musical, fet pel qual va liderar la banda durant els seus primers anys.